# Jönköpings pingstkyrka
Jönköpings pingstkyrka är en kyrkobyggnad i Jönköping. Den tillhör Pingstförsamlingen i Jönköping som ingår Pingströrelsen. Den är belägen vid Västra torget, och invigdes den 1 februari 1981.
På platsen hade tidigare ett antal bostadslängor, som var arbetarlägenheter tillhörande Jönköpings tändsticksfabrik, legat.